# Онего (оркестр)
Оркестр русских народных инструментов «Оне́го» — оркестр русских народных инструментов Карельской государственной филармонии в городе Петрозаводске (Республика Карелия).
В репертуаре оркестра около двух тысяч произведений, в том числе классика симфонической музыки в обработке для оркестра русских народных инструментов, арии, романсы, русские народные песни и танцы.

## История
Первое выступление оркестра, созданного при Доме культуры Онежского тракторного завода, состоялось на Фестивале народного творчества в Петрозаводске 29 марта 1975 года.
В 1993 году оркестр вошёл в состав Карельской государственной филармонии.
С первого дня создания коллективом руководит заслуженный деятель искусств России, заслуженный работник культуры Республики Карелия, дирижёр Геннадий Миронов.
В 2013 году коллектив оркестра был удостоен премии Республики Карелия «Сампо».
В настоящее время в составе оркестра 45 музыкантов, в большинстве своём — выпускники Петрозаводской государственной консерватории имени А. К. Глазунова.